# 伍德兰 (华盛顿州)
伍德兰（英文：Woodland）是美国华盛顿州考利茨县和克拉克县下属的一座城市, 但大部分在考利茨县。伍德兰是長景市都會統計區的一部分。。根据 2000年美国人口普查，该市有人口3,780人。根据2010年美国人口普查，该市有人口5,509人。而2011年估计该市有5,512人。

## 外部連結
- （英文） 伍德兰官方網站 （页面存档备份，存于）
- （英文） 伍德兰遊客中心及商會
- （英文） 伍德兰拓荒者節
- （英文） 《劉易斯河評論報》－伍德兰／卡拉馬都會區的報紙 （页面存档备份，存于）
- （英文） 伍德兰學區 （页面存档备份，存于）
- （英文） 哥倫比亞河大理石 （页面存档备份，存于）